# Minimal techno
Minimal techno es un subgénero minimalista del techno. Se caracteriza por una estética "esquelética" basada en el uso de la repetición y del desarrollo subyacente. Este estilo de producciones de música de baile tiende a adherirse al motto "menos es más", principio previamente utilizado en arquitectura, diseño, arte visual y música de los Estados Unidos. 
Suele asumirse que el minimal techno se originó en los primeros años 1990 gracias al trabajo de productores de Detroit como Robert Hood y Daniel Bell. No obstante, lo que se conoce popularmente como "minimal" se desarrolló en buena medida en Alemania durante los años 2000, logrando gran popularidad en la segunda mitad de esta década gracias a sellos como Kompakt y M-nus.

## Estilo
En un ensayo publicado en el libro Audio Culture: Readings in Modern Music (2004), el periodista musical y crítico Philip Sherburne afirma que el minimal techno utiliza dos enfoques estilísticos específicos: uno es el "esqueletismo" y el otro la "masificación". De acuerdo a Sherburne, en el minimal techno esquelético, solo los elementos nucleares o centrales son incluidos, utilizándose el embellecimiento solo y exclusivamente con el propósito de introducir variaciones en la canción. En cambio, la masificación es un estilo de minimalismo en el que multitud de sonidos son superpuestos en el tiempo, pero con escasas variaciones en los elementos sonoros. La influencia actual del estilo minimal en la música house y techno no solo se encuentran en la música de club, sino que se está haciendo cada vez más común escucharla en la música popular.
El productor de minimal techno Daniel Bell ha comentado que en general no le agrada el minimalismo en el sentido artístico del término, pues lo encuentra muy arty. Robert Hood describe la situación a comienzos de los 1990 como un momento en el que el techno se había vuelto demasiado "ravey", con el aumento creciente de los tempos llevando al surgimiento del gabber. Esta tendencia hacía desaparecer en buena medida el elemento de música soul que formaba parte del sonido original del detroit techno. Robert Hood afirma que él y Daniel Bell se dieron cuenta de que al techno de la era post-rave le faltaba algo, y que una parte fundamental del techno original había desaparecido. Para Hood, "sonaba genial desde el punto de vista de la producción, pero había un elemento 'jack' en la [antigua] estructura. La gente se quejaba de que no había funk, que el techno ya no tenía sentimientos, y la salida fácil ante esto era poner un vocalista y algo de piano para colmar el vacío emocional. Pensé que era hora de volver al underground original."
El sonido minimal techno que surgió en esta época ha sido definido por Robert Hood como: "un sonido básico desnudo, en bruto. Solo percusiones, líneas de bajo y grooves funky y solo lo que es esencial para hacer que la gente se mueva. Comenzé a mirarlo como una ciencia, el arte de hacer que la gente mueva su trasero, hablar a su corazón, a su mente y a su alma. Es un tipo de sonido techno rítmicamente sincero."

## Orígenes
En su ensayo Digital Discipline: Minimalism in House and Techno, Philip Sherburne también propone cuál podría ser el origen del minimal techno. Sherburne afirma que, como la mayor parte de la música electrónica de baile contemporánea, el minimal techno hunde sus raíces en las obras maestras de pioneros como Kraftwerk y los precursores del detroit techno Juan Atkins y Derrick May. El minimal techno se centra en "ritmo y repetición antes que en la melodía y la progresión lineal", de forma similar a la música minimalista y la tradición musical africana polirrítmica que la inspiró. Hacia 1994, de acuerdo a Sherburne, el término "minimal" comenzó a ser utilizado para describir "cualquier derivado descarnado y desnudo del estilo clásico de Detroit".
El escritor de Los Ángeles Daniel Chamberlin atribuye el origen del minimal techno a los productores alemanes Basic Channel y al hacer este reconocimiento no menciona la contribución o influencia de Robert Hood y otros miembros de Underground Resistance sobre la escena techno de Berlín de los primeros 1990. Chamberlin traza paralelos entre las técnicas compositivas utilizadas por productores como Richie Hawtin, Wolfgang Voigt, y Surgeon y la del compositor minimalista estadounidense Steve Reich. Chamberlin también observa el uso de drones utilizados por el compositor La Monte Young y los patrones repetitivos de Terry Riley en su obra "In C" como otras influencias. Sherburne ha sugerido que estas similitudes entre las formas minimalistas de música electrónica y el minimalismo estadounidense podrían ser solo accidentales. También afirma que buena parte de la tecnología utilizada en la música de baile ha sido tradicionalmente diseñada de modo que encaje con métodos compositivos basados en loops, lo que explicaría por qué algunos elementos estilísticos del minimal techno encajan con las obras de Reich.

## Sellos y Artistas Notables
Diferentes sellos discográficos como Plus 8, Force Inc, Traum, Shitkatapult, Trapez, Perlon, Kompakt y M_nus se centraron casi exclusivamente en este género musical durante los primeros años de la primera década del siglo XXI, pero conforme esta fue avanzando se desarrolló su fusión con electro, deep house, ambient o trance dando origen al género  "minimal", luego sellos como Fckng Serious, Trippy Code y HTM récord label agrupan a artistas reconocidos y emergentes tan distintos en sonido como:
- OWLMAN
- Ann Clue
- Arapu
- Boris Brejcha
- Daniel Bell
- Lukas Mors[14]
- Paul Kalkbrenner
- Ricardo Villalobos
- Richie Hawtin
- Swayzak